# Patiriella oliveri
Patiriella oliveri is een zeester uit de familie Asterinidae.
De wetenschappelijke naam van de soort werd in 1911 gepubliceerd door William Blaxland Benham.